# Ментализм

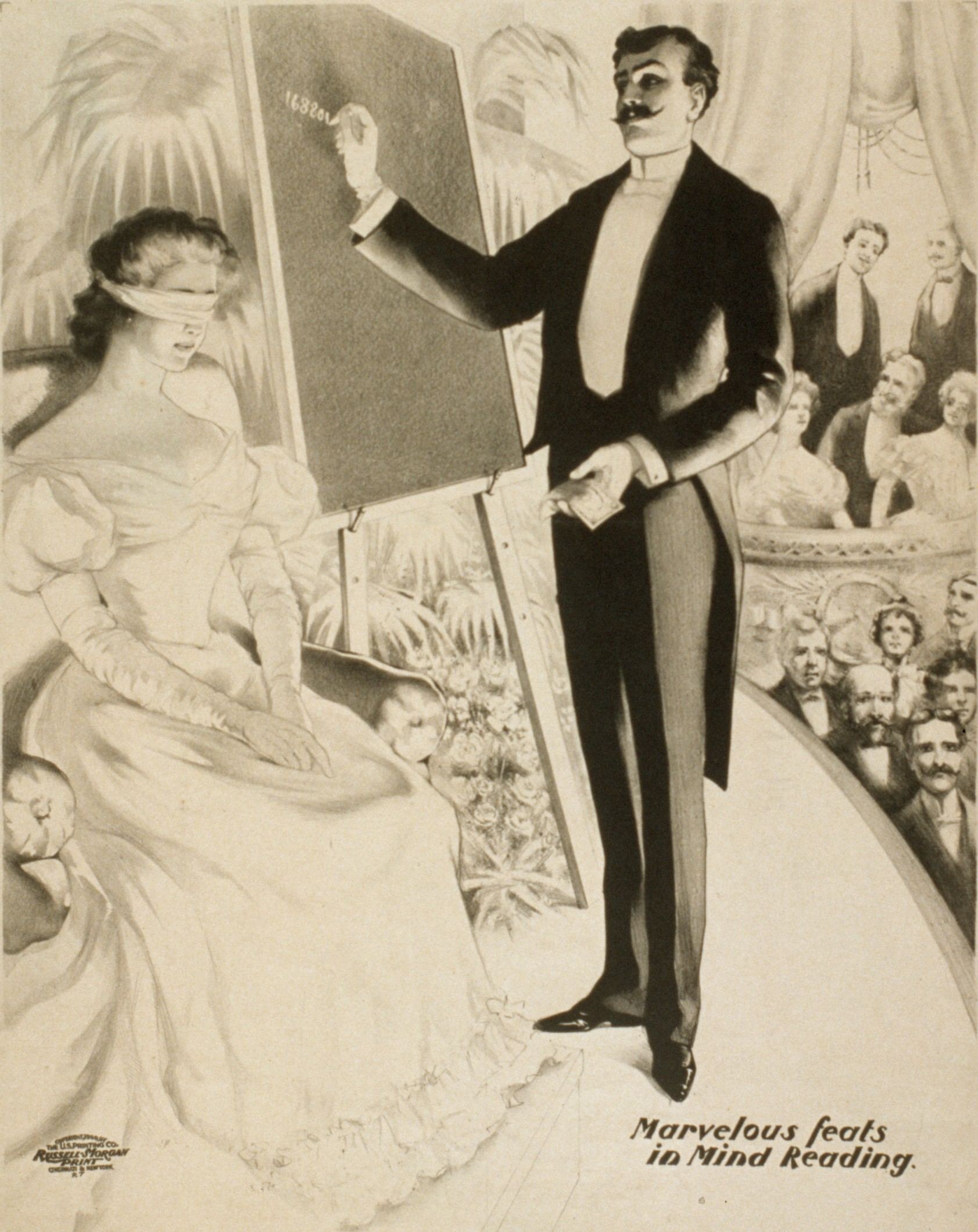
Театральная афиша 1900 года, приглашающая на сеанс «чтения мыслей»

Ментали́зм (англ. mentalism), также мастерство психологических опытов — вид исполнительского искусства, демонстрация на публике психологических экспериментов, опытов и «экстрасенсорных» способностей, таких как телепатия, ясновидение, психокинез, а также выдающихся способностей памяти, наблюдательности и быстрых вычислений. К ментализму также может быть отнесён гипноз как сценическое искусство.
Ментали́ст [dict] — демонстрирующий такое мастерство специалист.

## История
Ментализм имеет очень длинную историю. Маги, чародеи и волшебники, пророки и оракулы известны со времён Античности, сведения о них содержатся в дошедших до нас древнегреческих и древнеримских текстах, в Ветхом Завете и многих других исторических источниках. Как вид искусства ментализм получил развитие в XIX веке в связи с развитием в обществе интереса к спиритизму и медиумизму.

## Исполнительский подход
Ментализм использует принципы и навыки, схожие с другими видами иллюзионизма. Некоторые из исполнителей (мистификаторы) заявляют, что в действительности обладают экстрасенсорными способностями (Вольф Мессинг, Ури Геллер), другие утверждают, что в их выступлениях нет ничего сверхъестественного (Деррен Браун, Юрий Горный), что в их номерах используются достижения науки и знание человеческой психики и физиологии.
Некоторые менталисты отделяют своё искусство от других видов сценической магии, однако во многих выступлениях сочетаются элементы как психологических опытов, так и иллюзий.

## В культуре
В 2008 году в США был снят популярный сериал «Менталист», в котором рассказывается о консультанте Калифорнийского бюро расследований США (CBI) Патрике Джейне и о том, как он с помощью своих способностей помогает расследовать дела об убийствах.
На третьем студийном альбоме проекта Shpongle «Nothing Lasts…» 13-я композиция имеет название «Mentalism».

## Сообщества и собрания менталистов
- Psychic Entertainers Association.
- PSYCRETS The British Society of Mystery Entertainers
- Mind Summit 2014 — The 1st All-European Mentalism Convention